# ファーブル美術館
座標: 北緯43度36分43秒 東経3度52分48秒 / 北緯43.612度 東経3.880度
ファーブル美術館（ファーブルびじゅつかん、Musée Fabre）は、フランスのモンペリエにある美術館である。この美術館は画家フランソワ＝グザヴィエ・ファーブルのコレクションをもとに1828年に開館した。

## 歴史
1825年、画家でかつ美術コレクターでもあったフランソワ＝グザヴィエ・ファーブルが収集した作品をモンペリエに寄贈。その3年後にファーブルのコレクションを元にファーブル美術館が開館した。
美術館修復計画のため、2006年までギャラリーが閉鎖された。

## コレクション

### 15世紀から18世紀の作品
フランス
- セバスチャン・ブルドン
- ニコラ・プッサン
- シモン・ヴーエ
- ガスパール・デュゲ
- シャルル・ルブラン
- ニコラ・ド・ラルジリエール
- イアサント・リゴー
- ジャン＝バティスト・ウードリー
- シャルル＝アンドレ・ヴァン・ルー
- クロード・ジョセフ・ヴェルネ
- ジャン＝バティスト・グルーズ
- ユベール・ロベール
- ジャック＝ルイ・ダヴィッド

 イタリア
- ヤコポ・バッサーノ
- パオロ・ヴェロネーゼ
- アンニーバレ・カラッチ
- アレッサンドロ・アッローリ
- フェデリコ・ツッカリ
- ジャン・ロレンツォ・ベルニーニ
- グエルチーノ
- ドメニキーノ
- サルヴァトル・ローザ
- ルカ・ジョルダーノ
- マッティア・プレーティ
- フランチェスコ・グアルディ
- ジョバンニ・パオロ・パンニーニ

 フランデレン地域/ オランダ
- ピーテル・ブリューゲル (子)
- ピーテル・パウル・ルーベンス
- ヤーコプ・ファン・ロイスダール
- ヘラルト・ドウ
- ハブリエル・メツー
- ヘラルト・テル・ボルフ
- ヤン・ステーン
- アドリアーン・ファン・オスターデ
- ダフィット・テニールス (子)

 スペイン
- フランシスコ・デ・スルバラン
- ホセ・デ・リベーラ

その他の地域
- アントン・ラファエル・メングス
- ジョシュア・レノルズ

### 19世紀以降の作品

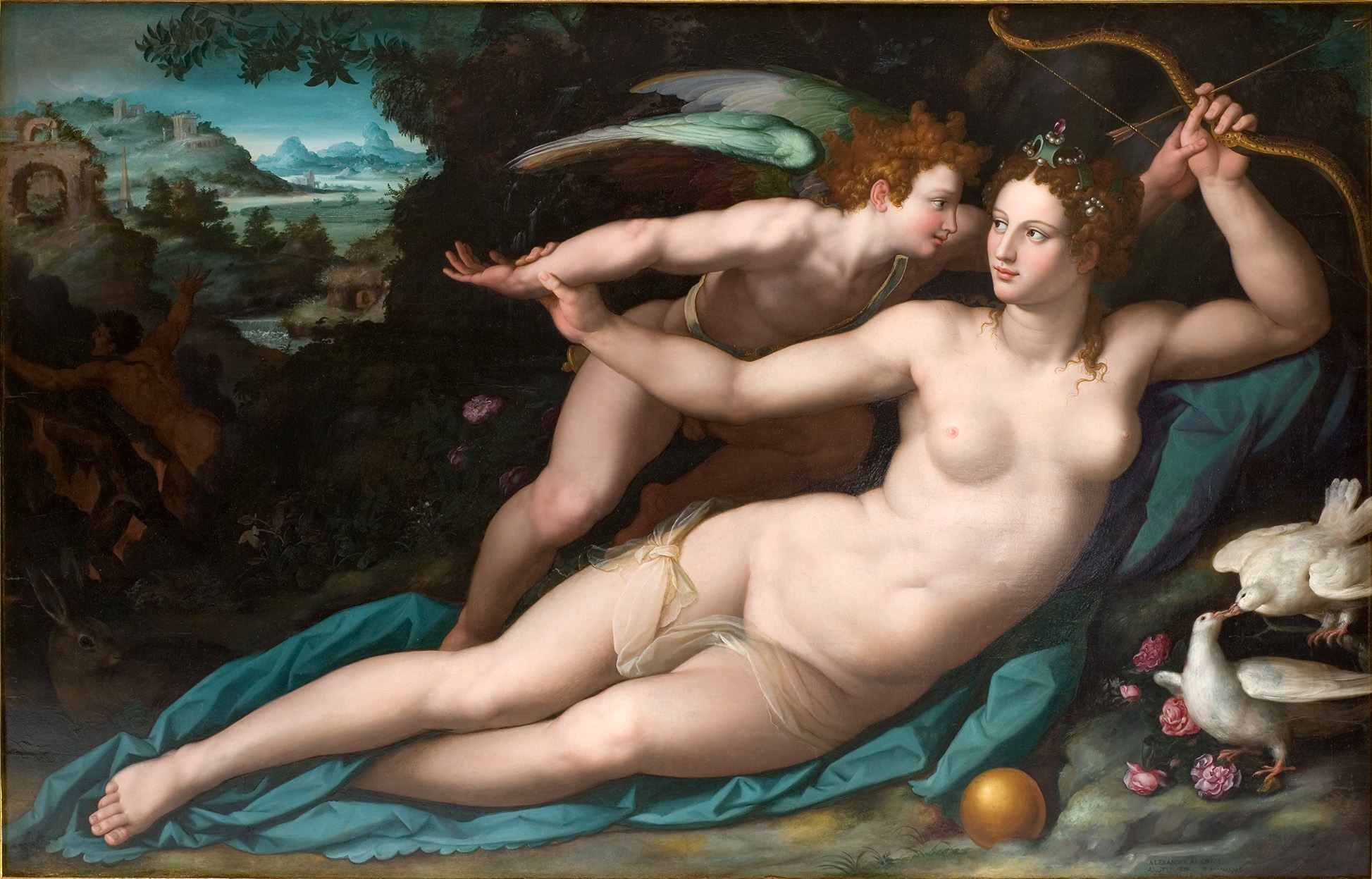
Venus and Cupid (アレッサンドロ・アッローリ)
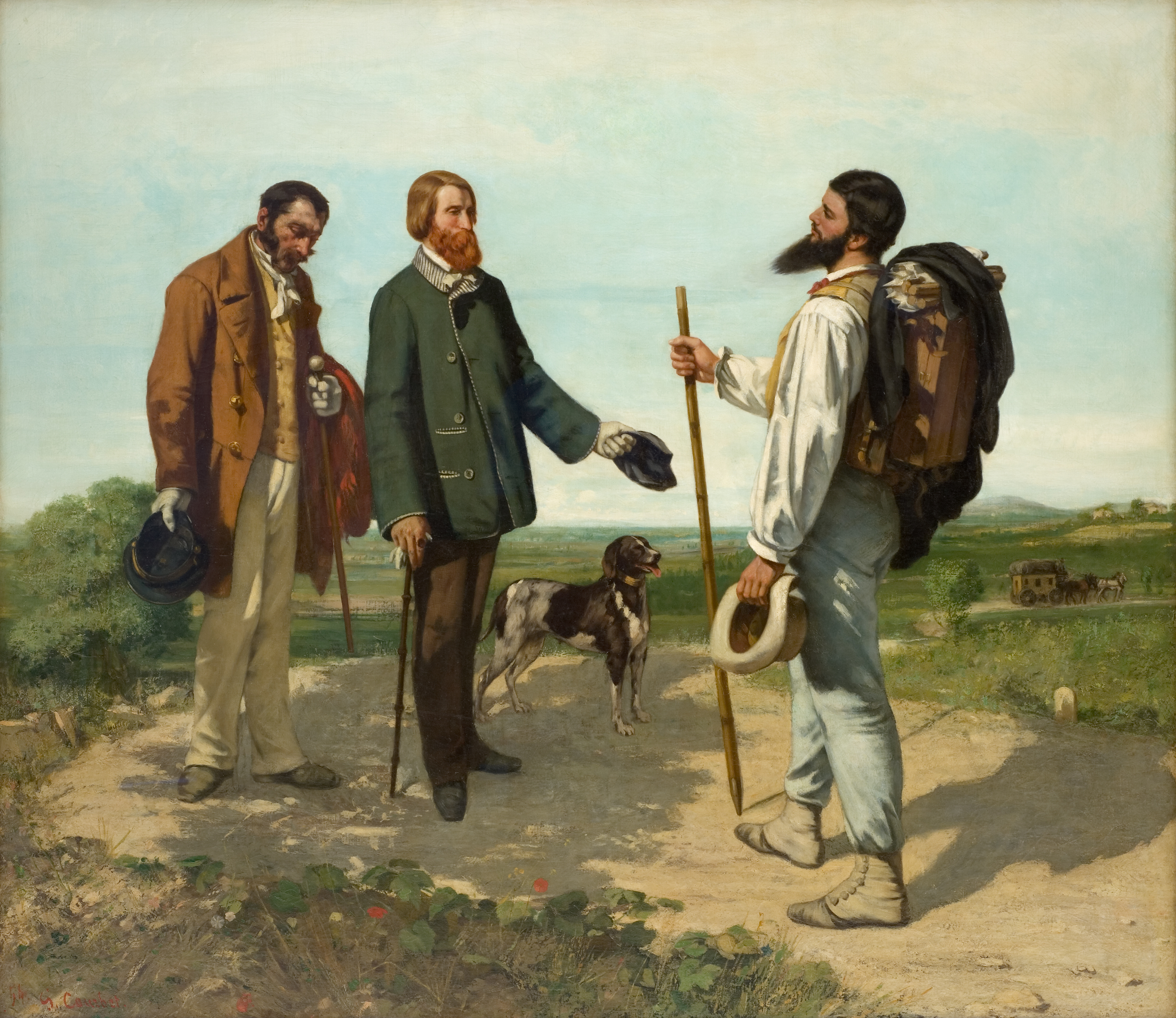
『出会い』(1854) (ギュスターヴ・クールベ)
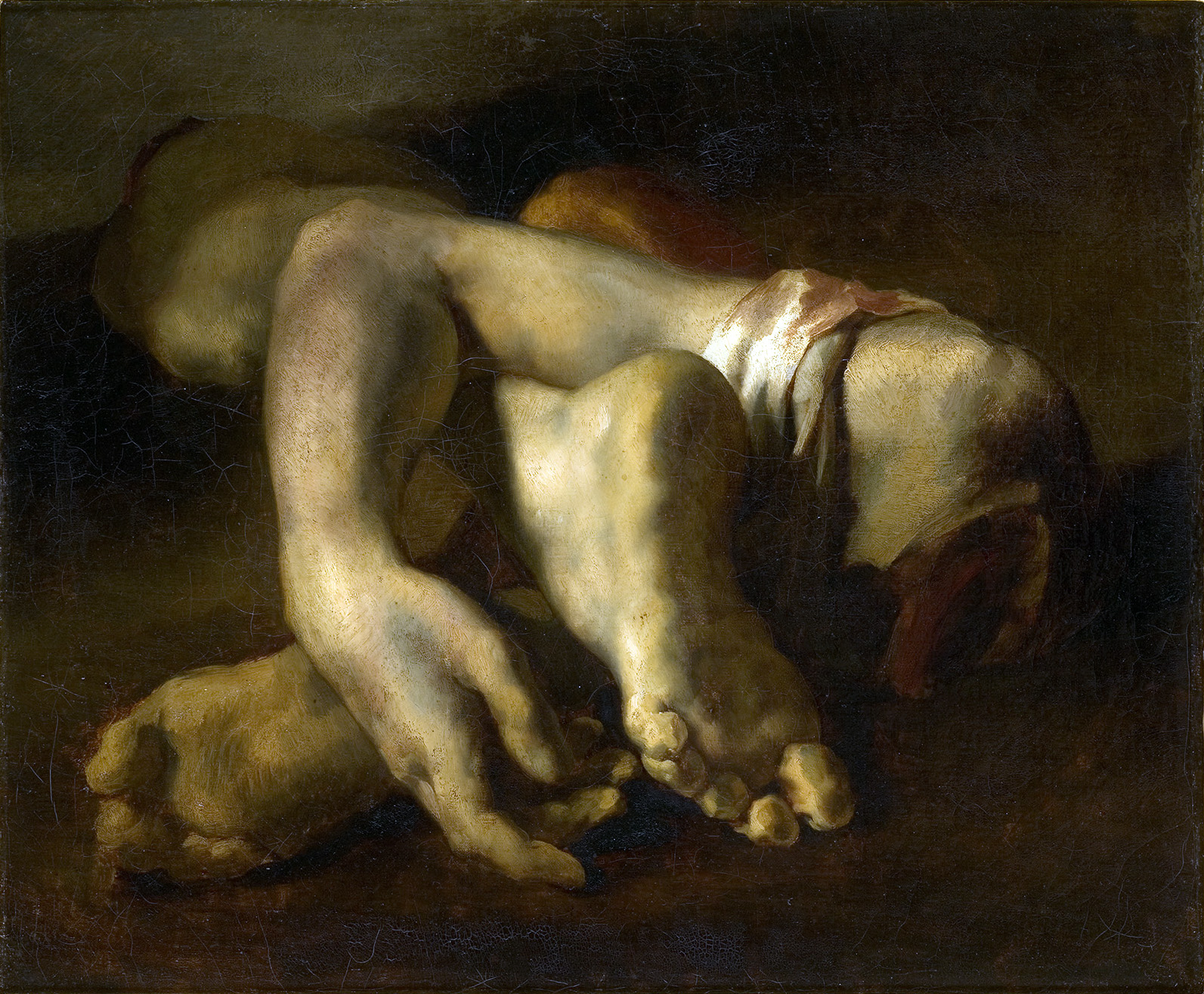
『足と手の習作』(1818/1819) （テオドール・ジェリコー）

- フレデリック・バジール
- フランソワ＝レオン・ベヌヴィル
- ギュスターヴ・クールベ
- ウジェーヌ・ドラクロワ
- キース・ヴァン・ドンゲン
- ラウル・デュフィ
- ジャン・ユゴー（英語版）
- アルベール・マルケ
- ピエール・スーラージュ
- ニコラ・ド・スタール
- クロード・ヴィアラ（英語版）
- マリア・エレナ・ヴィエイラ・ダ・シルヴァ

- Venus and Cupid 
(アレッサンドロ・アッローリ)
- 『出会い』(1854) 
(ギュスターヴ・クールベ)
- 『足と手の習作』(1818/1819)
（テオドール・ジェリコー）

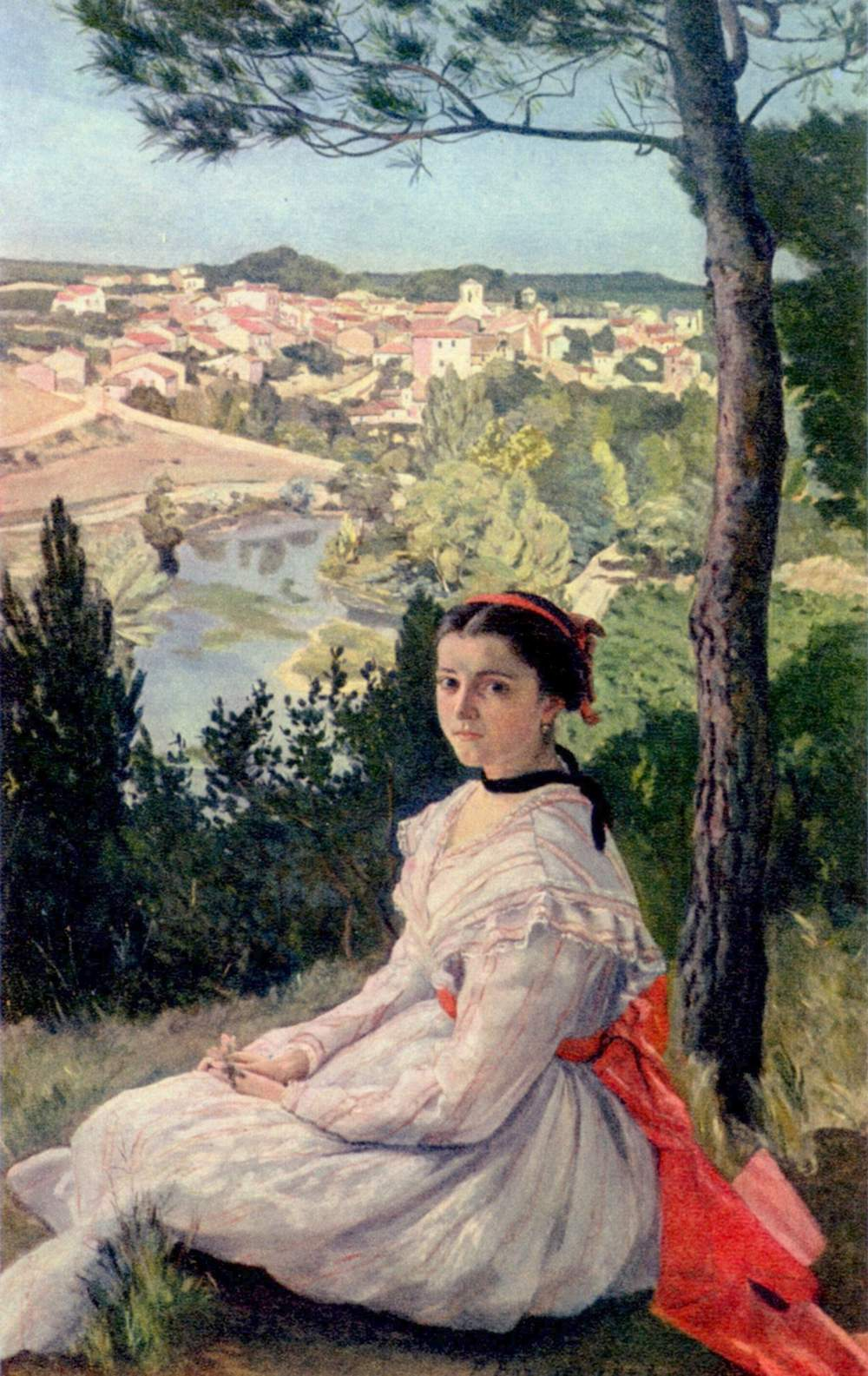
『キャステルノー＝ル＝レズの村の眺め』(1868) (フレデリック・バジール)
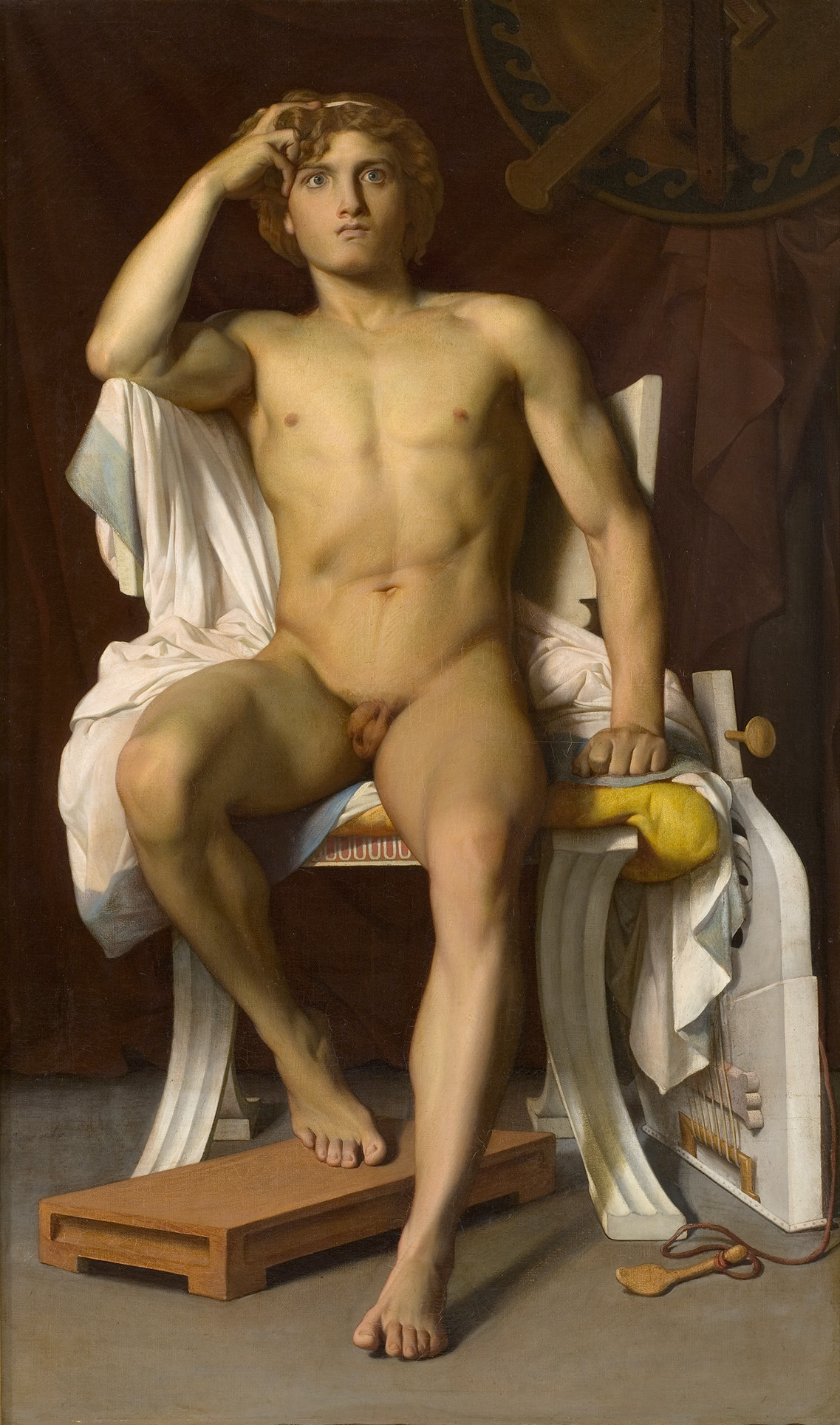
『アキレウスの怒り』 (フランソワ＝レオン・ベヌヴィル)
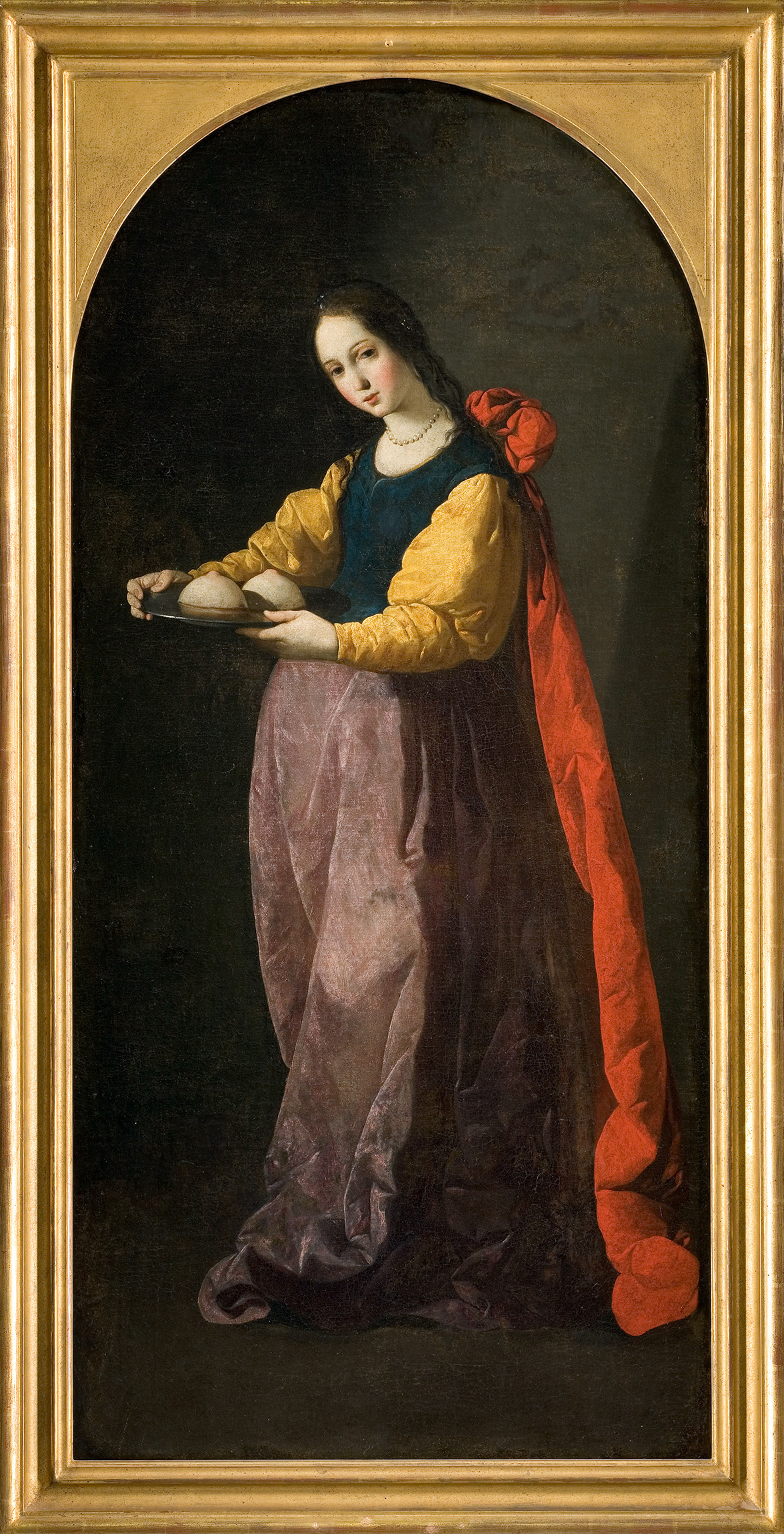
聖アガタ (フランシスコ・デ・スルバラン)
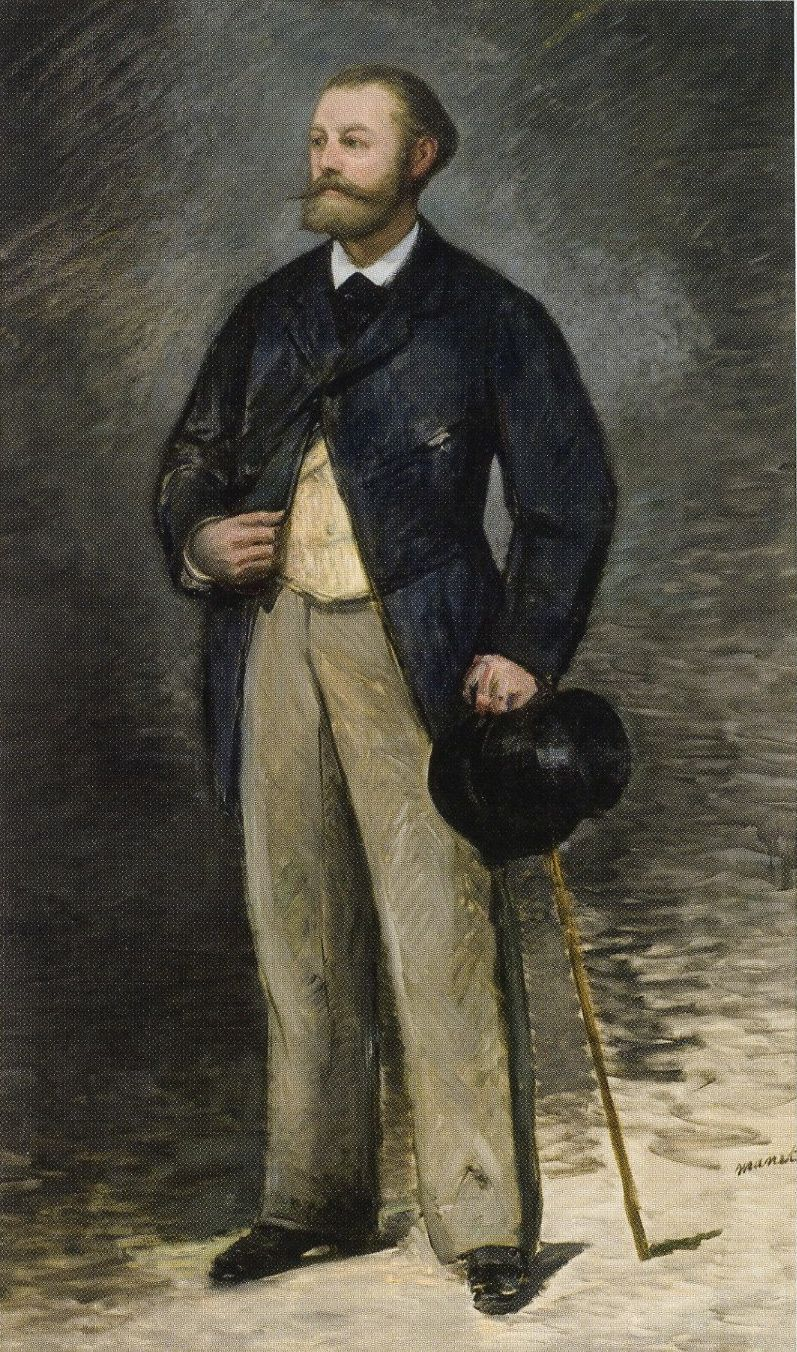
『アントナン・プルーストの肖像』(1870s) （エドゥアール・マネ）

### 彫刻
- アントワーヌ・ブールデル
- ジャン＝アントワーヌ・ウードン
- René Iché（英語版）
- アリスティド・マイヨール
- ジェルメーヌ・リシエ（英語版）